# Casa-fàbrica Salvador Viñas i Pons
La casa-fàbrica Salvador Viñas i Pons és un conjunt arquitectònic situat al carrer de Sant Pere Mitjà, 21-21 bis de Barcelona. Com que no està catalogat, li correspon la categoria D (bé d'interès documental) atorgada per defecte a tots els edificis del districte de Ciutat Vella.

## Història
El 1805, el comerciant Josep Aribau i Pubill (oncle de Bonaventura Carles Aribau) va demanar permís per a reedificar una de les seves cases, i reformar l'altra. Després de la seva mort, les cases i el prat d'indianes de Sant Martí de Provençals van sortir a subhasta. El 1824, Antoni Montaner, segrestador dels seus béns, va demanar permís per a convertir una finestra en un portal.

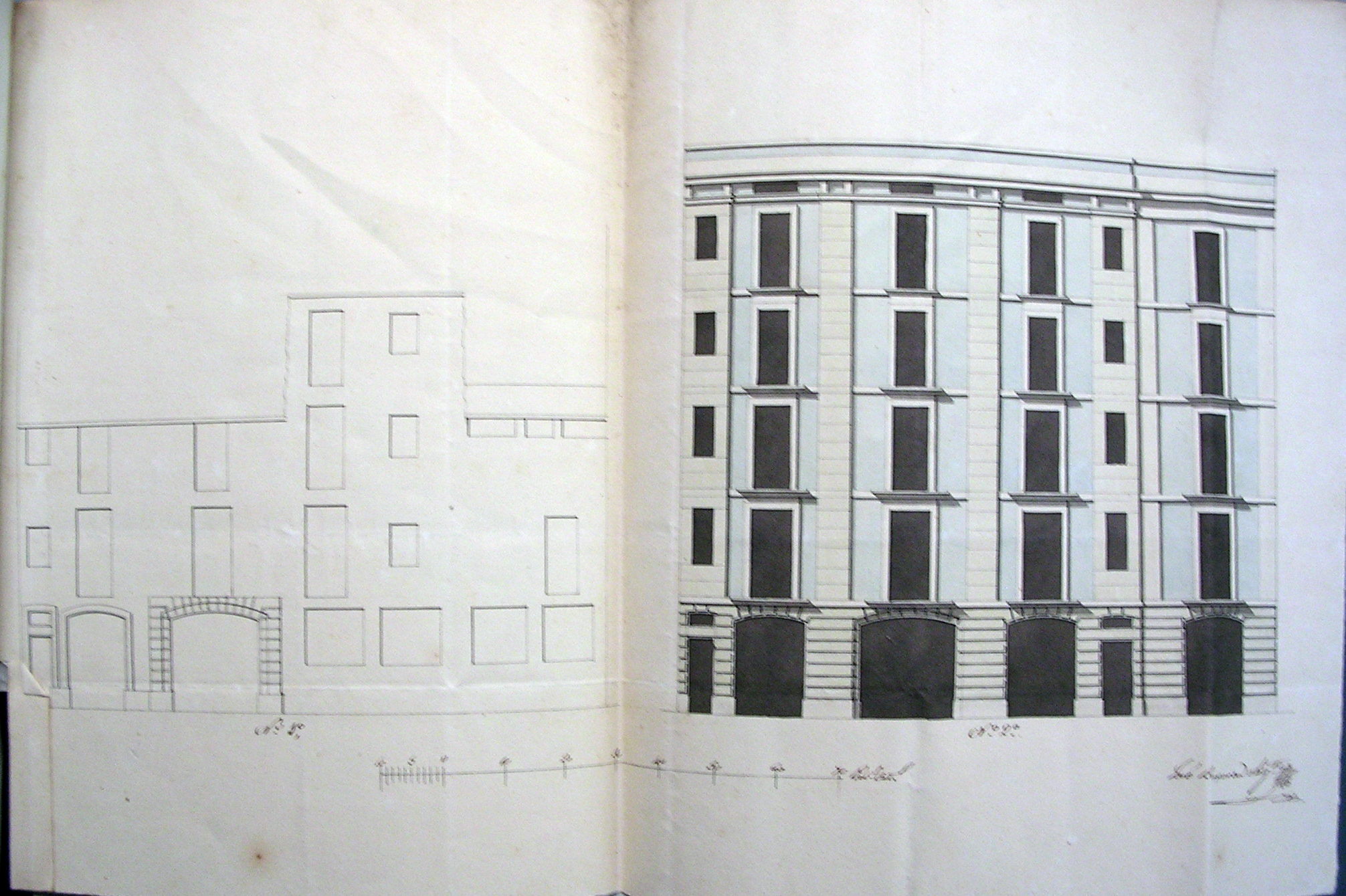
Primer projecte de reforma

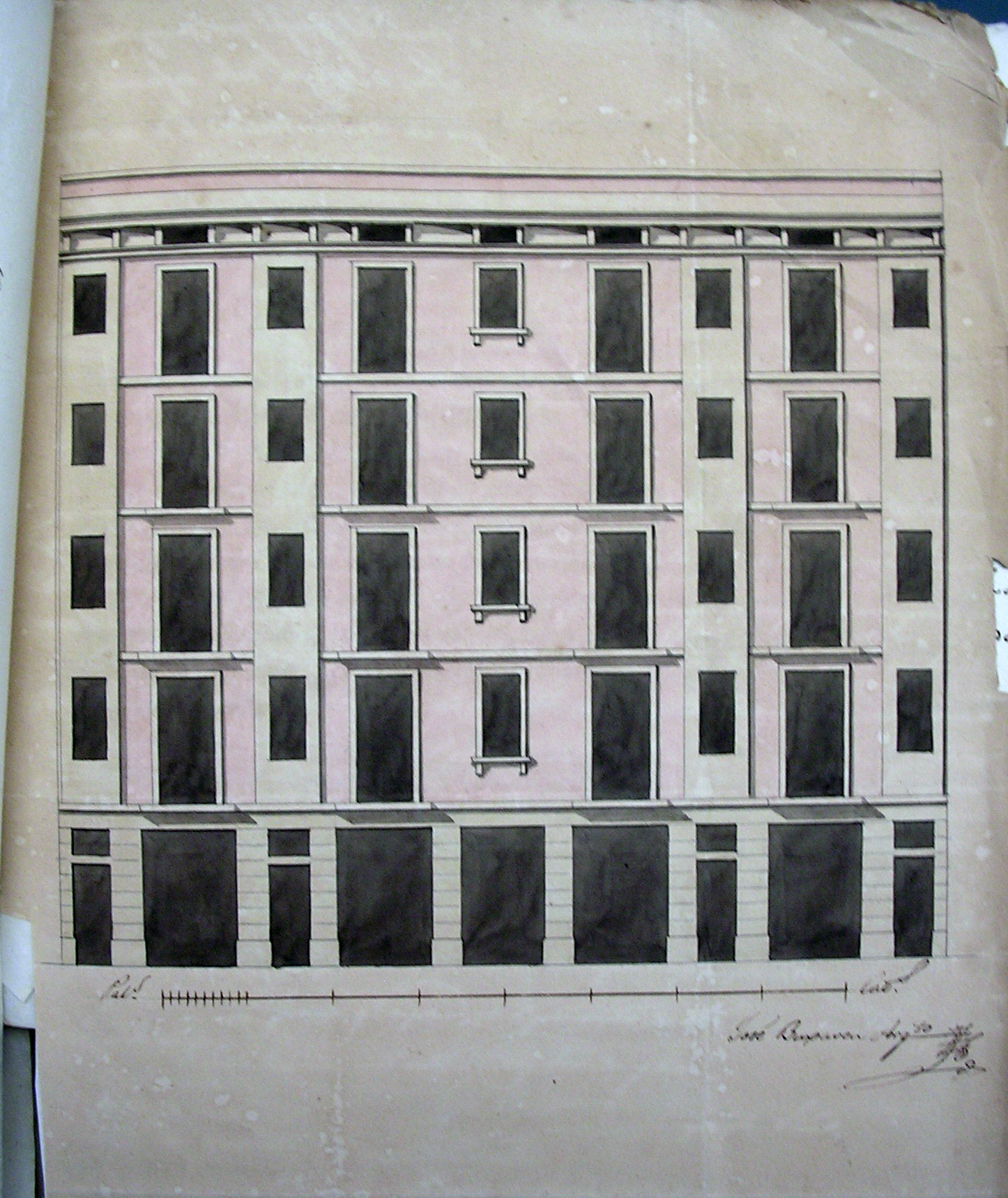
Segon projecte de reforma

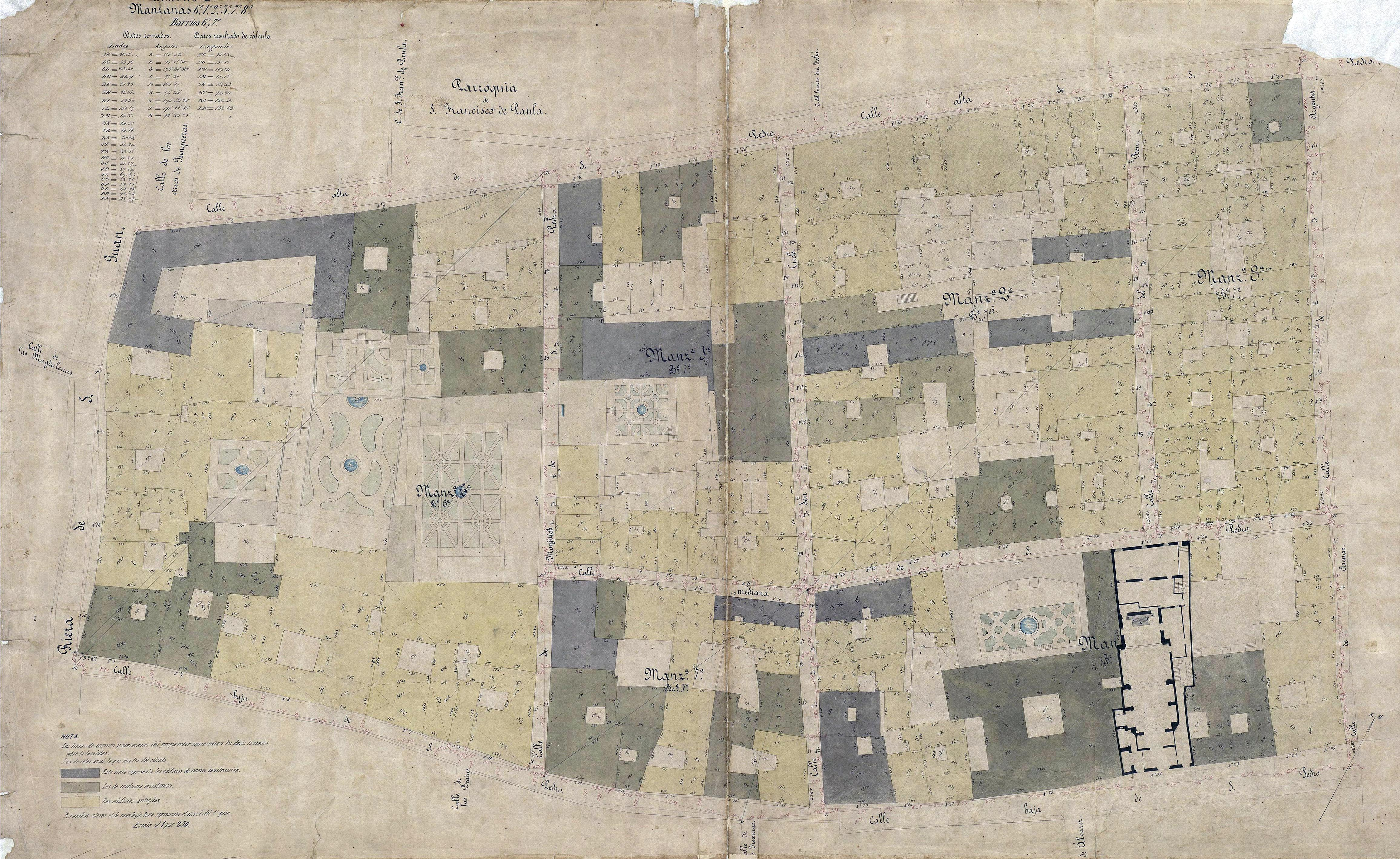
Quarteró núm. 24 de Garriga i Roca (c. 1860)

El 1833, el tintorer Salvador Viñas i Pons (†1867) va demanar permís per a reformar i reedificar-ne una part, segons el projecte de l'arquitecte Josep Buxareu i Gallart. Poc després, va presentar un segon projecte del mateix autor, i també va demanar permís per a construir-hi una claveguera. Segons la carta de pagament de les obres presentada el 1834, hi van participar el mestre d'obres Joan Buxareu i Gallart, el manyà Josep Cristià i el mestre de cases Francesc Batlle.
Viñas hi va mantenir la seva indústria fins aproximadament el 1858, i el 1863 hi havia els corredors de teixits Aguirre i Muñoz i Vinuesa i Cia, i també el mestre d'obres Geroni Granell i Barrera.

## Descripció
Es tracta de dos edificis «siamesos» de planta baixa i quatre pisos (tot i que el núm. 21 bis té una remunta posterior). La composició de la façana té alternància de finestres i balcons (amb llosana de ferro i rajoles al núm. 21 i de pedra de Montjuïc al núm. 21 bis).